# Riconquista di Recife
La riconquista di Recife, o seconda battaglia di Recife, fu uno scontro militare tra la Repubblica delle Sette Province Unite e l'impero portoghese avvenuto dal maggio del 1652 al febbraio del 1654 a Recife, Pernambuco, Brasile. La sconfitta degli olandesi in questo scontro, fece propendere per l'abbandono da parte di questi della colonia del Brasile, lasciando il Portogallo quale potenza coloniale incontrastata nell'area.

## La battaglia
Dopo le sconfitte degli olandesi nelle due battaglie di Guararapes, gli uomini sopravvissuti di quell'esercito oltre alle guarnigioni giunte dalla Nuova Olanda, decisero di ritrovarsi a Recife, l'ultima colonia olandese rimasta in Brasile.
Dopo un'aspra battaglia, il 28 gennaio 1654 gli olandesi persero il controllo dell'insediamento di Recife e vennero scacciati dai portoghesi che penetrarono in città.

## La partecipazione dei nativi

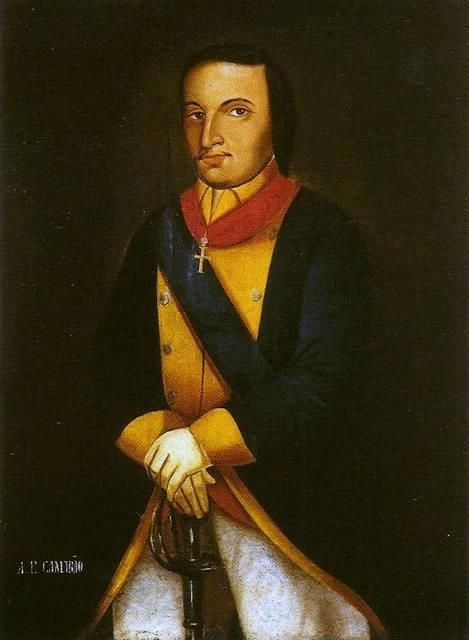
Ritratto del XVII secolo di Antônio Filipe Camarão, alleato amerindio dei portoghesi, creato cavaliere per il servizio reso alla Corona portoghese.

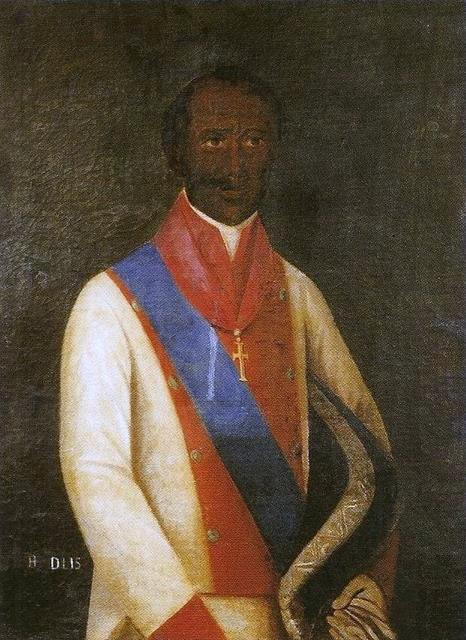
Ritratto di Henrique Dias, che guidò gli afro-brasiliani contro gli olandesi.

Sebbene la storia della presa di Recife si concentri solitamente sugli eserciti europei in contrasto tra loro, la popolazione indigena del Brasile ebbe un ruolo cruciale nel conflitto su ambo i fronti. Gran parte dei nativi si schierò con gli olandesi, ma vi furono pure delle eccezioni notevoli. Una di queste fu il capo tribù dei Potiguara che divenne noto come Dom Antônio Filipe Camarão, ricompensato per la sua lealtà venendo creato cavaliere dell'Ordine del Cristo. Anche dopo la cacciata degli olandesi, come era prevedibile, vi furono delle rappresaglie sui loro alleati amerindi.
Sia gli olandesi che i portoghesi fecero largo uso di schiavi africani nel conflitto, talvolta promettendo loro la libertà se avessero combattuto. Tra i portoghesi il nome di Henrique Dias è divenuto particolarmente noto per essere stato nobilitato dal monarca portoghese, pur non ricevendo l'Ordine del Cristo come promessogli.

## Conseguenze
Dopo la cacciata degli olandesi, i portoghesi si mossero contro i loro alleati olandesi. Vi furono tensioni anche tra i portoghesi che avevano vissuto sotto l'occupazione olandese e quanti invece avevano deciso di lasciare le loro case all'arrivo del nemico, in particolare perché quest'ultima categoria, tornando nelle proprie terre, iniziò a litigare per riottenere le proprie proprietà, ed in particolare le ricche piantagioni di zucchero dell'area e strutture funzionali come mulini e magazzini. Questi contrasti si protrassero per anni.
Il conflitto ebbe pesanti conseguenze economiche nel Brasile nordorientale. Entrambi gli eserciti, sia prima che dopo la battaglia, praticarono la tattica della terra bruciata che azzerò quasi completamente la produzione di canna da zucchero, e la guerra aveva privato i portoghesi di diversi fondi che sarebbero dovuti essere investiti nell'economia delle colonie. Dopo la guerra le autorità portoghesi decisero di spendere le tasse locali per la ricostruzione dell'insediamento di Recife. L'industria dello zucchero di Pernambuco non si riprese mai completamente dopo l'occupazione olandese, venendo sorpassata da quella di Bahia.
Nel frattempo, inglesi, francesi e olandesi dei Caraibi erano divenuti i principali competitori per la produzione di zucchero. Dopo che gli olandesi vennero costretti a lasciare la regione di Pernambuco, la produzione calò dall'80% al 10% per le esportazioni verso la sola Londra.